# Viva La Bam
Viva La Bam är Bam Margeras egen show på MTV där han tillsammans med sitt "crew" bestående av "Raab Himself", Rake Yohn, Ryan Dunn, Brandon Novak och Brandon DiCamillo, driver med föräldrarna Phil & April Margera, Bams farbror Vincent Margera (Don Vito) samt alla andra som råkar komma förbi. Viva la Bam är ett program likt Jackass, enda skillnaden är att mycket av materialet i Viva La Bam inte är improviserat utan följer manus.
I Viva La Bam brukar olika kändisar dyka upp, sådana som Bloodhound gang, HIM, The Dudesons, Tony Hawk, Johnny Knoxville i avsnittet Fort knoxville. "Viva La Bam" nådde sitt slut år 2006 då den sista säsongen visades. Enligt Tim Glombs hemsida försöker delar av Bams crew övertala honom om att göra en CKY5, men än så länge finns inga uttalade planer på att göra någon uppföljare till Viva La Bam.
Margera har dock gjort en spinoff på sin TV-serie, kallad Bam's Unholy Union i vilken man får följa Bam och hans fästmös väg mot giftermål.

## Säsonger
- Viva La Bam Säsong 1 (2005-03-16)
- Viva La Bam Säsong 2-3 (2006-05-24)
- Viva La Bam Säsong 4-5 (2006-09-29)
- Viva La Bam Lost episode (2006-09-29) (Finns på bonus-DVD till Viva la bands)